# Trichophyllarthrius nigroapicalis
Trichophyllarthrius nigroapicalis là một loài bọ cánh cứng trong họ Cerambycidae.